# Seznam dílů seriálu Tajemství Sulphur Springs
Toto je seznam dílů seriálu Tajemství Sulphur Springs.

## Přehled řad
| Řada | Díly | Premiéra v USA  | Premiéra v USA  | Premiéra v ČR   | Premiéra v ČR   |
| Řada | Díly | První díl       | Poslední díl    | První díl       | Poslední díl    |
| ---- | ---- | --------------- | --------------- | --------------- | --------------- |
| 1    | 11   | 15. ledna 2021  | 12. března 2021 | 8. května 2021  | 22. května 2021 |
| 2    | 8    | 14. ledna 2022  | 25. února 2022  | 4. června 2022  | 26. června 2022 |
| 3    | 8    | 24. března 2023 | 5. května 2023  | nebylo vysíláno | nebylo vysíláno |

## Seznam dílů

### První řada (2021)
| Č. v seriálu | Č. v řadě | Původní název                    | Režie             | Scénář             | Premiéra v USA  | Premiéra v ČR   | Prod. kód |
| ------------ | --------- | -------------------------------- | ----------------- | ------------------ | --------------- | --------------- | --------- |
| 1            | 1         | Once Upon a Time                 | Jennifer Phang    | Tracey Thomson     | 15. ledna 2021  | 8. května 2021  | 101       |
| 2            | 2         | Somewhere in Time                | Fred Gerber       | Tracey Thomson     | 15. ledna 2021  | 8. května 2021  | 102       |
| 3            | 3         | Straight Outta Time              | Fred Gerber       | Charles Pratt Jr.  | 15. ledna 2021  | 8. května 2021  | 103       |
| 4            | 4         | Time to Face the Music           | Patricia Cardoso  | Lindsey Klingele   | 22. ledna 2021  | 9. května 2021  | 104       |
| 5            | 5         | Parsley, Sage, Rosemary and Time | Patricia Cardoso  | R. Lee Fleming Jr. | 29. ledna 2021  | 9. května 2021  | 105       |
| 6            | 6         | Time Warped                      | Robert J. Metoyer | Elena Song         | 5. února 2021   | 15. května 2021 | 106       |
| 7            | 7         | Long Time Gone                   | Robert J. Metoyer | Katherine Kearns   | 12. února 2021  | 15. května 2021 | 107       |
| 8            | 8         | If I Could Turn Back Time        | Mary Lou Belli    | Tracey Thomson     | 19. února 2021  | 16. května 2021 | 108       |
| 9            | 9         | As Time Goes By                  | Mary Lou Belli    | Elena Song         | 26. února 2021  | 16. května 2021 | 109       |
| 10           | 10        | No Time Like the Present         | Charles Pratt Jr. | R. Lee Fleming Jr. | 5. března 2021  | 22. května 2021 | 110       |
| 11           | 11        | Time After Time                  | Charles Pratt Jr. | Charles Pratt Jr.  | 12. března 2021 | 22. května 2021 | 111       |

### Druhá řada (2022)
| Č. v seriálu | Č. v řadě | Původní název           | Režie                | Scénář             | Premiéra v USA | Premiéra v ČR   | Prod. kód |
| ------------ | --------- | ----------------------- | -------------------- | ------------------ | -------------- | --------------- | --------- |
| 12           | 1         | Only Time Will Tell     | Charles Pratt Jr.    | Tracey Thomson     | 14. ledna 2022 | 4. června 2022  | 201       |
| 13           | 2         | No Time to Waste        | Charles Pratt Jr.    | Charles Pratt Jr.  | 14. ledna 2022 | 5. června 2022  | 202       |
| 14           | 3         | Time Out                | Kristin Windell      | R. Lee Fleming Jr. | 21. ledna 2022 | 11. června 2022 | 203       |
| 15           | 4         | Wrong Place, Wrong Time | Kristin Windell      | Lindsey Klingele   | 28. ledna 2022 | 12. června 2022 | 204       |
| 16           | 5         | It’s About Time         | Morenike Joela Evans | Carmen Corea       | 4. února 2022  | 18. června 2022 | 205       |
| 17           | 6         | Crunch Time             | Morenike Joela Evans | Caroline Renard    | 11. února 2022 | 19. června 2022 | 206       |
| 18           | 7         | Check-out Time          | Robert J. Metoyer    | Caroline Renard    | 18. února 2022 | 25. června 2022 | 207       |
| 19           | 8         | Time Is Not On Our Side | Robert J. Metoyer    | Tracey Thomson     | 25. února 2022 | 26. června 2022 | 208       |

### Třetí řada (2023)
| Č. v seriálu | Č. v řadě | Původní název         | Režie                | Scénář                             | Premiéra v USA  | Prod. kód |
| ------------ | --------- | --------------------- | -------------------- | ---------------------------------- | --------------- | --------- |
| 20           | 1         | Time Won't Let Me     | Robert J. Metoyer    | Tracey Thomson                     | 24. března 2023 | 301       |
| 21           | 2         | Time in a Crystal     | Robert J. Metoyer    | Charles Pratt Jr.                  | 24. března 2023 | 302       |
| 22           | 3         | Closing Time          | Morenike Joela Evans | Caroline Renard                    | 31. března 2023 | 303       |
| 23           | 4         | Bad Judge of Time     | Morenike Joela Evans | R. Lee Fleming, Jr.                | 7. dubna 2023   | 304       |
| 24           | 5         | Time Waits for No One | Kristin Windell      | Carmen Rose Corea                  | 14. dubna 2023  | 305       |
| 25           | 6         | Time Reveals All      | Kristin Windell      | Lindsey Klingele                   | 21. dubna 2023  | 306       |
| 26           | 7         | Scream Time           | Charles Pratt Jr.    | Avery Girion a R. Lee Fleming, Jr. | 28. dubna 2023  | 307       |
| 27           | 8         | Nick of Time          | Charles Pratt Jr.    | Charles Pratt Jr. a Tracey Thomson | 5. května 2023  | 308       |